# Медісон-Лейк (Міннесота)
Медісон-Лейк (англ. Madison Lake) — місто (англ. city) в США, в окрузі Блю-Ерт штату Міннесота. Населення — 1247 осіб (2020).

## Географія
Медісон-Лейк розташований за координатами 44°12′17″ пн. ш. 93°48′58″ зх. д. / 44.20472° пн. ш. 93.81611° зх. д. (44.204791, -93.816222).  За даними Бюро перепису населення США в 2010 році місто мало площу 2,70 км², з яких 2,68 км² — суходіл та 0,02 км² — водойми.

## Демографія
Згідно з переписом 2010 року, у місті мешкало 1017 осіб у 394 домогосподарствах у складі 271 родини. Густота населення становила 376 осіб/км².  Було 430 помешкань (159/км²).
Расовий склад населення:
| - 96,7 % — білих - 0,6 % — корінних американців - 0,5 % — чорних або афроамериканців - 0,5 % — азіатів - 0,1 % — вихідців з тихоокеанських островів - 1,1 % — осіб інших рас |

До двох чи більше рас належало 0,6 %. Частка іспаномовних становила 2,0 % від усіх жителів.
За віковим діапазоном населення розподілялося таким чином: 26,2 % — особи молодші 18 років, 65,3 % — особи у віці 18—64 років, 8,5 % — особи у віці 65 років та старші. Медіана віку мешканця становила 33,3 року. На 100 осіб жіночої статі у місті припадало 100,2 чоловіків;  на 100 жінок у віці від 18 років та старших — 99,2 чоловіків також старших 18 років.
Середній дохід на одне домашнє господарство  становив 71 303 долари США (медіана — 65 227), а середній дохід на одну сім'ю — 81 192 долари (медіана — 71 875). Медіана доходів становила 42 396 доларів для чоловіків та 35 341 долар для жінок. За межею бідності перебувало 11,6 % осіб, у тому числі 16,6 % дітей у віці до 18 років та 19,8 % осіб у віці 65 років та старших.
Цивільне працевлаштоване населення становило 596 осіб. Основні галузі зайнятості: освіта, охорона здоров'я та соціальна допомога — 22,8 %, виробництво — 15,8 %, транспорт — 11,7 %, роздрібна торгівля — 11,6 %.